# ام‌الغار
ام‌الغار (به عربی: أم الغار) یک روستا در سوریه است که در ناحیه مرکزی جسر الشغور واقع شده‌است. ام‌الغار ۲۰۴ نفر جمعیت دارد.